# روزنامه دیلی‌استار (بنگلادش)
دیلی استار ( به معنی ستاره روزانه) یک روزنامه انگلیسی زبان در بنگلادش است. این روزنامه را میتوان بزرگترین روزنامه انگلیسی زبان در این کشور دانست.  این روزنامه توسط سید محمد علی در 14 ژانویه 1991 میلادی بنیان نهاده شد، زمانی که بنگلادش در حال گذار و احیای دموکراسی پارلمانی بود.   این روزنامه به دلیل پوشش صریح خود از سیاست ، فساد و سیاست خارجی به شدت میان بنگلادشی ها محبوب شد. این روزنامه رکورددار  فروش و تیراژ در بنگلادش محسوب می شود.   این روزنامه به عنوان دارای "شهرت بخاطر صداقت روزنامه نگاری و دیدگاه های لیبرال و مترقی - نوعی نیویورک تایمز بنگلادشی" توصیف می شود. 
محفوظ آنام سردبیر فعلی و ناشر روزنامه دیلی استار است. مالک دیلی استار، شرکت Mediaworld است که سهم عمده ای از آن متعلق به گروه ترنسکام است. 
Star Business، نسخه تجاری این مقاله، بسیار محبوب است. این روزنامه از طریق وب سایت خود به خوانندگان بنگالی به صورت دیجیتالی خدمت رسانی میکند. این روزنامه در رسانه های اجتماعی و همچنین فضای مجازی ( برای مثال در فیس بوک، اینستاگرام، توییتر و یوتیوب ) بسیار فعال است. همچنین مطالب خبری چند رسانه ای روزنامه به شکل گسترده از طریق کانال یوتیوب آن @TheDailyStarNews پیگیر و دنبال می شود.

## تاریخ
در اواخر دهه 1980، برنامه هایی برای یک روزنامه انگلیسی زبان بزرگ در بنگلادش توسط سید محمدعلی و محفوظ آنام در بانکوک تایلند طراحی شد. علی پیشتر سابقه کار به عنوان سردبیر بانکوک پست در تایلند و استاندارد هنگ کنگ در هنگ کنگ بریتانیا را در کارنامه خود داشت. آنام در یونسکو کار می کرد که با علی همکاری کرد و روزنامه ای در بنگلادش بنیانگذاری شد. آنها از سرمایه‌داران برجسته بنگلادشی، از جمله عظیم الرحمان، ع. اس محمود، لطیف الرحمان ، آ. روف چودوری و شمس الرحمان کمک مالی دریافت کردند.  این روزنامه در سال 1991 میلادی بنیانگذاری شد که همزمان با بازگشت استقلال بنگلادش و گذار این کشور به دموکراسی پارلمانی پس از 15 سال حکومت نظامی و حکومت ریاست جمهوری بود. دیلی استار به دلیل پوشش صریح و بی پرده خود از سیاست در بنگلادش، از جمله رقابت بین اتحادیه عوامی به رهبری شیخ حسینه و حزب ملی گرای بنگلادش (BNP) به رهبری خالده ضیا، محبوبیت شدیدی پیدا کرد. سپس این روزنامه به بزرگترین روزنامه انگلیسی زبان  پرتیراژ بنگلادش تبدیل شد و به سرعت از دو رقیب دیگر خود، بنگلادش آبزرور و تعطیلات هفتگی پیشی گرفت. این روزنامه خوانندگان گسترده ای در میان شهروندان دو شهر داکا و چیتاگونگ دارد. بخش اعظمی از خوانندگان این روزنامه را نخبگان شهری، جامعه تجاری و جامعه دیپلماتیک بنگلادش تشکیل می دهند.
در سال 2007، محفوظ آنام، سردبیر روزنامه دیلی استار، ژنرال معین او احمد، فرمانده ارتش را به دلیل پیشنهاد اصلاحات سیاسی مورد انتقاد قرار داد و استدلال کرد که اظهار نظر کردن در مورد سیاست خارج از اختیارات فرمانده ارتش است.  آنام در تفسیری پرخواننده با عنوان "این راهی برای تقویت دموکراسی نیست"، دولت موقت تحت حمایت ارتش را به دلیل دستگیری شیخ حسینه در سال 2007 مورد انتقاد قرار داد.  در سال 2009، یک گزارش تحقیقی توسط روزنامه دیلی استار، طارق رحمان ، پسر خالده ضیا، نخست وزیر سابق و دستیاران نزدیک هاوا بابان را در حمله نارنجکی در داکا در سال 2004 دخیل دانست.  طارق رحمان بعداً توسط دادگاه و پس از اثبات، به دلیل نقش داشتن در این حمله به حبس ابد محکوم شد.  در سال 2015، دولت نخست وزیر شیخ حسینه همه آگهی های مناقصه و آگهی های دولتی در دیلی استار را به عنوان یک تاکتیک فشار به حالت تعلیق درآورد زیرا تبلیغات دولتی سهم قابل توجهی از درآمد را برای روزنامه ایجاد می کند. این تعلیق بعداً معلق شد.  در سال 2021، تفسیر محفوظ آنام از ژنرال عزیز احمد ، فرمانده ارتش، به دلیل اظهارات جنجالی که در آن عزیز پیشنهاد کرد که انتقاد از فرمانده ارتش به منزله ی انتقاد از نخست وزیر شیخ حسینه قلمداد سود، انتقاد کرد.  در 22 آوریل 2022، آنام تفسیری با عنوان "آیا واقعاً می توانیم یک انتخابات آزاد و عادلانه داشته باشیم" نوشت؟ که در آن او از پسرفت دموکراسی در بنگلادش ابراز تأسف کرد.  در طول سال‌های 2022 و 2023، آنام مجموعه‌ای از مقالات در مورد اهمیت انتخابات آزاد و منصفانه، آزادی مطبوعات، قانون امنیت دیجیتال (که لغو شد)، نقش بوروکراسی، تاریخ سیاسی، احزاب سیاسی و کمیسیون انتخابات بنگلادش نوشت...     

## کارکنان
تنها دو سال پس از راه اندازی روزنامه، علی درگذشت و آنام جوانی که دستیار علی بود، رسما سردبیر روزنامه نوپا شد. به عنوان ویراستار و ناشر، آنام به طور گسترده برای هدایت استقلال ویراستاری روزنامه شناخته شده است. امور مالی توسط هیئت مدیره شش نفره هلدینگ Mediaworld Limited نظارت می شود. سید فهیم منعم سال ها مدیر عامل و سردبیر این روزنامه بود.  منعم برای تضمین استقلال مالی کاغذ اعتبار داشت. پیش از انتخابات سراسری سال 2024، این روزنامه چندین روزنامه نگار و نویسنده هوادار حزب ملیگرای بنگلادش را استخدام کرد، موضع سرمقاله ای به شدت طرفدار حزب ملیگرا اتخاذ کرد و به شدت از اتحادیه عوامی لیگ انتقاد کرد. انتخابات در نهایت توسط ملی گرایان بایکوت شد و دلیل آن نبود فضای مساعد برای برگزاری انتخابات آزاد و عادلانه بود. در سال 2023، آنام پس از مرگ روکیا افضل رحمان، رئیس هیئت مدیره یشین دیلی استار، در سال 2023 به عنوان رئیس هلدینگ دیلی استار منصوب شد. همچنین سید اشفق الحق که به مدت 31 سال هم در حوزه مدیریت و هم در اتاق خبر فعالیت داشت به عنوان سردبیر این روزنامه منصوب شد. آشا مهرین امین ، نوه نور الامین ، آخرین نخست وزیر بنگالی پاکستان، به عنوان سردبیر مشترک فعالیت می کند در حالی که اس اس پریتا رئیس بخش Op-Ed است که قبلاً توسط ظفر سبحان رهبری می شد.  امین همچنان به اعمال نفوذ قابل توجهی بر تفسیرها و اپ-اد ویرایش ها ادامه می دهد. امین قبلاً ضمیمه مجله ستاره منقرض شده روزنامه را اداره می کرد. میزان الرحمن، رئیس عملیات، و تاج الدین حسن، مدیر ارشد بازرگانی، دو مدیر کلیدی دیگر روزنامه هستند.

## جنجال ها
در سال های اخیر، این روزنامه از محدودیت های فزاینده آزادی رسانه در بنگلادش شکایت کرده است.  همچنین این روزنامه با فشارهای گوناگونی از دولت روبرو شد که این فشارها در نهایت بر درآمدهای تبلیغاتی آن تأثیر گذاشت. 

### شکایت از اعضای عوامی لیگ و حزب ملی‌گرا
انجمن قلم ایالات متحده به شدت از شکایت های مطرح شده علیه محفوظ آنام، از جمله 83 شکایت و 30 مورد افترا جنایی توسط اعضا و حامیان عوامی لیگ (حزب حاکم) انتقاد کرد.  در طول دولت حزب ناسیونالیست بنگلادش در دهه 2000، آنام با شکایت رهبران حزب ملیگرای بنگلادش برای افترا مواجه شد. او با ماتیور رحمان ، سردبیر روزنامه بنگالی پروتوم الو ، در پرونده های افترا که توسط صلاح الدین کوادر چاودوری تشکیل شده بود، متهم شد. وکالت آنام در دادگاه توسط کمال حسین صورت گرفته بود.

### نشت اطلاعات اداره کل اطلاعات نیروها (DGFI)
در سال 2016، محفوظ آنام در یک میزگرد در ATN News صحبت کرد که دیلی استار داستان هایی را منتشر کرد که توسط سازمان اطلاعات نظامی اداره کل اطلاعات نیروها (DGFI)  در طول وضعیت اضطراری تحت حمایت ارتش و دولت موقت در سال 2007 و 2008 به روزنامه داده شده بود. این داستان ها رهبران عوامی لیگ و زب ملیگرا را به فساد متهم کردند.  پس از اعتراف آنام، مجموعه ای از شکایت ها علیه آنام تنظیم و روانه دادگاه شد.

### مسدود شدن وبسایت
وبسایت این روزنامه در تاریخ 1 ژوئن 2018 پس از گزارش قتل فراقانونی اکرام الحق توسط اعضای گردان اقدام سریع برای مدت کوتاهی مسدود شد.  این قتل زمانی رخ داد که مقتول در حال گفتگوی تلفنی با خانواده خود بود. کمیسیون تنظیم مقررات مخابرات بنگلادش (BTRC) هیچ توضیحی در مورد این مسدودسازی ارائه نداد.

### کودک آزاری توسط کارکنان
در فوریه 2024، سید اشفق الحق، سردبیر اجرایی و همسرش تانیا کندوکر پس از تسلیم شدن به دادگاهی در داکا، پس از مرگ یک خدمتکار زن پانزده ساله در خانه خود در محمدپور تانا، به زندان فرستاده شدند.   هاک و همسرش با اتهام کودک آزاری روبرو شدند. خدمتکار متوفی دختری نوجوان به نام پریتی اورنگ بود که به عنوان خدمتکار در خانه سردبیر اجرایی کار می کرد. اورنگ از خانواده کارگر باغ چای در ناحیه مولوی بازار است. تظاهراتی برای اجرای عدالت برای مرگ این دختر برگزار شد.   این روزنامه به طور رسمی به دلیل بروز این حادثه عذرخواهی کرد. 

## انتشارات دیگر

جلد 1 فوریه 2008

از ماه می 1996، دیلی استار هر جمعه یک مجله هفتگی با عنوان ستاره منتشر می کرد. آشا مهرین امین اولین سردبیر مجله بود و به مدت 18 سال به این سمت ادامه داد.  ستاره آخر هفته ستاره شد.  الیتا کریم از سال 2015 تا 2017 سردبیر این مجله بود. استار ویکند در 29 نوامبر 2019 انتشار خود را متوقف کرد، زیرا روزنامه دیلی استار برای انطباق با چشم‌انداز رسانه‌ای در حال تغییر حجم خود را کاهش داد. 

## همچنین ببینید
- فهرست روزنامه های بنگلادش

## لینک های خارجی
- وبگاه رسمی